# Pierre Salinger
Pierre Salinger (San Francisco, 1925. június 14. – Cavaillon, 2004. október 16.) az Amerikai Egyesült Államok szenátora (Kalifornia, 1964).